# NGC 1542
NGC 1542 este o galaxie spirală situată în constelația Taurul. A fost descoperită în 18 noiembrie 1863 de către Albert Marth. Se află la o distanță de 50,26 de megaparseci de Pământ.